# Sonya Blade
Sonya Blade é uma personagem fictícia da série de jogos eletrônicos Mortal Kombat, criada por John Tobias e Ed Boon em 1992. Sonya foi a única personagem feminina entre os sete jogáveis do primeiro jogo da franquia. Ela é tenente de uma unidade de elite dos Boinas Verdes, onde servia junto de seu amigo Jackson "Jax" Briggs, e é notada por sua rivalidade de longa data com o ladrão Kano.

## Concepção e criação
Originalmente, Sonya não estaria em Mortal Kombat, que teria apenas seis personagens. Ela foi adicionada ao elenco quando o presidente da Williams deu à equipe de desenvolvimento seis semanas adicionais para refinar o jogo, já com dez meses de produção. Primeiramente, o personagem adicional seria Jax; quando os produtores decidiram pela adição de uma personagem feminina, Sonya foi criada e teve a história dele aplicada a ela. Seu nome é o mesmo de uma das irmãs de Ed Boon, como pode ser observado na biografia de Tanya em Mortal Kombat Deception. Sua aparência é baseada na atriz e praticante de artes marciais Cynthia Rothrock, que chegou a ser contatada pela Midway mas tinha um salário muito caro para ser contratada. Para interpretá-la Daniel Pesina chamou Elizabeth Malecki, que trabalhava na mesma academia que ele dando aulas de ginástica. Malecki era a única do elenco original que não tinha experiência com artes marciais, sendo especializada em dança e atletismo.
De acordo com John Tobias, Sonya e Kano eram os personagens menos populares da primeira versão e foram substituídos, para liberar espaço e tempo para novos lutadores. Ambos aparecem em cenários de Mortal Kombat II acorrentados na arena de Shao Kahn. Os produtores explicaram que Sonya foi deixada de lado em favor de Kitana e Mileena como parte de uma repaginação do jogo, para que o mesmo competisse melhor com Street Fighter II. Porém após seu retorno em Mortal Kombat 3, Sonya acabou por se estabelecer como uma das personagem mais populares da série. Neste jogo Sonya foi interpretada por Kerri Hoskins, que tinha começado a trabalhar com a Midway em NBA Jam, e para realizar os movimentos treinou Tang Soo Do, wrestling e ginástica. Hoskins se manteria no papel em Mortal Kombat: Live Tour, e a versão de Sonya em Mortal Kombat 4 tem aparência inspirada nela. Mortal Kombat: Special Forces teria Jax e Sonya como personagens controláveis, mas Sonya não apareceu no jogo por problemas com o cronograma e com a saída de Tobias da empresa.
Sonya é a única dentre os sete personagens originais cuja aparência foi alterada durante toda a série. Nos primeiros jogos, ela usava um colã verde com uma tanga preta por cima, traje concebido por Malecki para ter uma cor reminiscente de militares e roupas similares às de suas alunas de aeróbica, cabelos curtos e uma testeira preta. A partir de Mortal Kombat: Deadly Alliance, mais elementos militares foram acrescentados às roupas de Sonya, com o diretor de arte responsável pelo jogo de 2011 dizendo que não queria que a personagem parecesse estar usando roupas de ginástica.

## Aparições
Sonya participa de Mortal Kombat por acaso: enquanto tentava capturar Kano, sua equipe é capturada na ilha de Shang Tsung, que promete libertar a todos se ela participasse do torneio.  Após a derrota de Tsung, ela e Kano são capturados novamente e levados para a Exoterra, onde se tornam prisioneiros de Kahn durante os acontecimentos de Mortal Kombat II. Apesar disso, ela consegue enviar um sinal para Jax, que liberta Sonya e prende Kano, mas o mesmo consegue fugir quando o trio retorna para a Terra.
Em Mortal Kombat III, Sonya integra o grupo de guerreiros que mantiveram suas almas durante a invasão da Exoterra e enfrenta Kano, derrubando-o de um prédio. Durante Mortal Kombat 4, Sonya é integrante da Outworld Investigation Agency e parte para Edenia em busca de Jarek, o último membro conhecido do Clã Dragão Negro. Lá, ela e Jax se juntam a Raiden e Liu Kang na luta contra Shinnok, derrotam Jarek e salvam Cyrax, que teve um malfuncionamento em um deserto. Em troca, ele passa a integrar a agência.
Em Deadly Alliance, ela parte para salvar Cyrax e Kenshi, mas acaba morta com Jax e Johnny Cage em um ataque das forças tarkatâneas. Onaga ressuscita o trio e os escraviza.
Em Mortal Kombat (2011), quando Sonya teve sua história reescrita, ela aparece na ilha de Shang Tsung, sendo obrigada a estar lá para salvar seu amigo e companheiro Jax. Sonya desperta um discreto interesse por Johnny Cage, embora demonstre exatamente o contrário. Quando a Rainha Sindel assassinou quase todos os guerreiros do Plano terreno, ela é uma das únicas sobreviventes, junto de Johnny Cage.
Em Mortal Kombat X, Sonya, 25 anos mais velha, agora General das Forças Especiais, desempenha um papel de protetora dos portais que dão acesso ao Plano Terreno. Continua com seu aspecto de militar durona, capaz de tudo para manter a proteção tanto do Plano Terreno, quanto de sua filha e de Johnny Cage, Cassandra "Cassie" Cage.
Em Mortal Kombat 11, Sonya se sacrifica para garantir que Cassie e a filha de Jax, Jacqui, pudessem escapar do Netherrealm após as três atacarem o local para impedir uma invasão. Porém as manipulações temporais da feiticeira guardiã do tempo Kronika traz do passado uma versão jovem de Sonya.

## Em outras mídias
Em Mortal Kombat: O Filme, Sonya é interpretada por Bridgette Wilson, que herdou o papel de Cameron Diaz após esta deixar o filme por se machucar treinando artes marciais. Sandra Hess substituiu Wilson na continuação Mortal Kombat: Annihilation. O filme de 2021 tem Jessica McNamee como Sonya. Jeri Ryan interpretou Sonya no curta-metragem Mortal Kombat: Rebirth e os dois primeiros episódios da websérie Mortal Kombat: Legacy.
Sonya é um dos personagens principais da animação Mortal Kombat: Defenders of the Realm, e também aparece no longa Mortal Kombat Legends: Scorpion's Revenge.

## Recepção
Em 2008, o site GamesRadar destacou Sonya como uma das mulheres mais icônicas dos videogames da década de 90. No ano seguinte, o site GameDaily a listou como uma das loiras mais "quentes" do universo dos videogames. Em 2012, Sonya foi listada na 8ª posição da lista dos 50 melhores personagens de Mortal Kombat publicada pelo site UGO Entertainment. Em 2016, Game Revolution a incluiu entre as dez melhores personagens femininas em video games, declarando que Sonya "resistiu ao teste do tempo."